# 10949 Königstuhl
10949 Königstuhl là một tiểu hành tinh vành đai chính với chu kỳ quỹ đạo là 1635.8145975 ngày (4.48 năm).
Nó được phát hiện ngày 25 tháng 9 năm 1960.